# Cratilla
Cratilla là một chi chuồn chuồn trong họ Libellulidae. Chúng thường phân bổ ở vùng Đông Nam Á.

## Các loài
- Cratilla lineata[1]
- Cratilla metallica[2]